# Champ-Pittet
Das Pro-Natura-Zentrum Champ-Pittet ist ein Schweizer Naturreservat auf dem Gemeindegebiet von Cheseaux-Noréaz in der Nähe von Yverdon-les-Bains. Es liegt an einem (Ufer-)Lehrpfad inmitten von Sumpf-, Wald- und Feldgebiet und gehört der Umweltschutzorganisation Pro Natura.
Mittelpunkt des Zentrums ist der Landsitz Champ-Pittet. Er wurde von 1788 bis 1791 im Auftrag von Frederick Haldimand errichtet. Das Gebäude weist zahlreiche Anleihen an die englische Architektur jener Zeit auf und wurde dadurch zum Vorläufer späterer klassizistischer Bauten in der Waadt. Daneben bestehen ein ornithologisches Observatorium in Ried- und Schilfzonen und ein Gemüsegarten, in dem das Antan-Gemüse vorgestellt wird. Darüber hinaus können im «Garten der Gefühle» und im Laboratorium Insekten, Bienenkörbe und Demonstrationscompostières beobachtet werden.
Auf angelegten Naturlehrpfaden mit einer Wanderzeit von ca. drei Stunden und einem Höchstpunkt von 434 m ü. M. kann man sich von April bis November über die Lebensräume der einheimischen Flora und Fauna informieren. Auf Holzstegen durchquert man Ried- und Schilfzonen, welche typisch für die Grande Cariçaie sind. Man gelangt zu einer Lagune mit Teichrosen, in der Rohrsänger oder Haubentaucher nisten. In der Nähe stehen ein Beobachtungsturm und eine Beobachtungshütte, von welchen aus z. B. Reiher, Enten und Blässhühner zu beobachten sind.
Erreichbar ist Champ-Pittet über die gleichnamige Haltestelle an der SBB-Linie Yverdon–Freiburg.